# Sapromyza quadripunctata
Sapromyza quadripunctata är en tvåvingeart som först beskrevs av Carl von Linné 1767.  Sapromyza quadripunctata ingår i släktet Sapromyza och familjen lövflugor. Inga underarter finns listade i Catalogue of Life.